# Darby (Disney)
Pour les articles homonymes, voir John Nelson Darby.
Darby est un personnage de l'univers de Winnie l'ourson. 

## Biographie
Darby est une petite fille rousse de 6 ans, énergique et débordant d'imagination. Elle vit avec son chiot Buster dans la Forêt des Rêves Bleus.
Elle est le chef des Super Détectives qui résolvent les problèmes dans la série Mes amis Tigrou et Winnie, faisant équipe avec Tigrou, Winnie et son chiot Buster. Ce sont les quatre seuls personnages à apparaître dans chaque épisode. Pour l'essentiel, elle a remplacé Jean-Christophe, qui n'est apparu que dans deux épisodes de la série et a ici grandi, un épisode de la première saison révélant cependant qu'elle est la jeune meilleure amie de ce dernier, probablement sa petite sœur bien que cela ne soit pas confirmé.

## Origines
Darby n'est pas un personnage inventé par Alan Alexander Milne, créateur des histoires de Jean-Christophe dans lesquelles apparaît le personnage de Winnie l'ourson (en anglais : Pooh Bear ou Winnie the Pooh), mais par Walt Disney Television Animation. En décembre 2005, il a ainsi été annoncé que Disney créait une nouvelle série télévisée, avec un nouveau personnage féminin remplaçant Jean-Christophe en tant que protagoniste. Darby débute ainsi dans la série d'animation en images de synthèse américano-japonaise Mes amis Tigrou et Winnie diffusée entre le 12 mai 2007 et le 9 octobre 2010 sur Playhouse Disney.
Elle apparaît également avec Buster dans les trois films tirés de la série: 
- Mes amis Tigrou et Winnie : Un Noël de super détectives (2007) ;
- Tigrou et Winnie, la comédie musicale (2009) ;
- Super Duper Super Sleuths (2010).

## Doublage
La voix française de Darby est Lisa Caruso. La voix américaine de Darby est Chloë Moretz. 